# Borghese

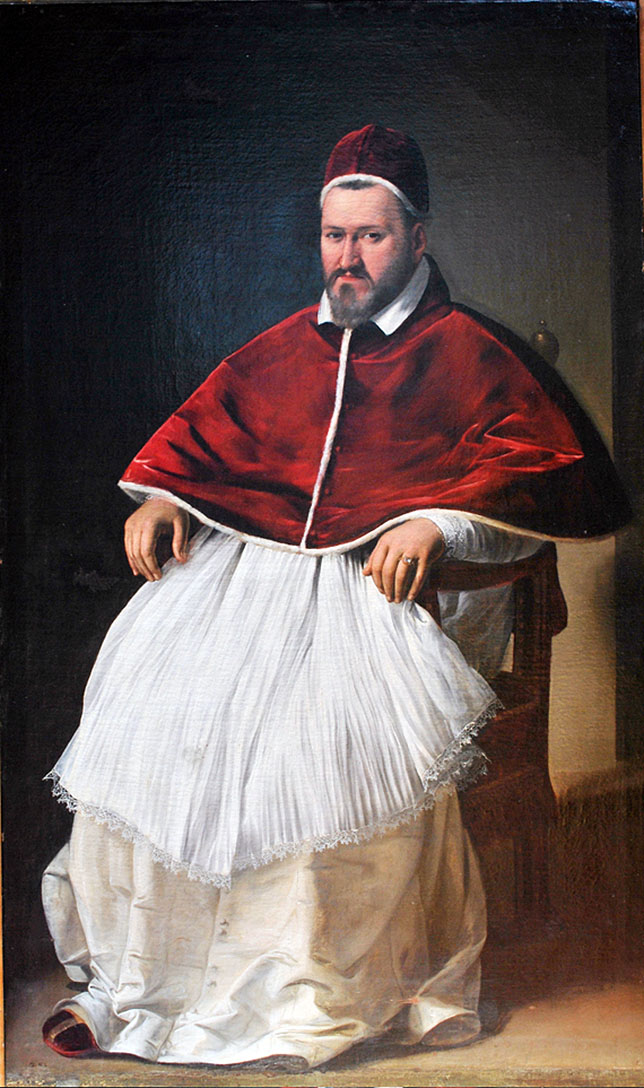
Påve Paulus V (Camillo Borghese).

Borghese är en romersk adelssläkt, ursprungligen härstammande från Siena. 
Släkten nådde först sin framstående position genom Camillo Borghese (1552–1621) som var påve 1605–1621 med namnet Paulus V. Denne lade grunden till släktens rikedomar bland annat genom att åt systersonen, kardinal Scipio Caffarelli, jämte namnet Borghese förläna släkten Cencis konfiskerade vidsträckta jordgods. Godsen övergick sedan genom arv (1633) till Paul V:s brorson, Marco Antonio Borghese (död 1658), vilken redan 1605 erhållit furstendömet Sulmona. Från honom härstammar släktgrenen. 
Hans son, Paolo Borghese (1622–1646) gifte sig med en arvtagerska av släkten Aldobrandini, Olimpia, vilken emellertid efter sin makes död äktade furst Camillo Pamphili. Efter en hundraårig process mellan de båda släkterna tillföll emellertid slutligen 1769 de rika aldobrandinska arvegodsen släkten Borghese, till vilken då även knöts titlarna "furst Aldobrandini" och "furste av Rossano" (i Kalabrien). 
Deras släktgods Palazzo Borghese i Rom hyste förr en ansenlig mängd konst, som dock 1903 bildade Galleria Borghese i släktens äldre egendom, Villa Borghese.
Bland släktens medlemmar i senare tid märkas följande:
- Galgano Borghese, påvlig nuntie
- Påve Paulus V
- Scipione Borghese
- Camillo Filippo Ludovico Borghese, Pauline Bonapartes andre make
- Junio Valerio Borghese, italiensk marinsoldat och politiker